# Sehnden
Sehnden, später von Sehnden und Schuler von Senden, ist der Familienname eines rund 800 Jahre zurückverfolgbaren Geschlechtes. Seit dem 13. Jahrhundert stellten einzelne Mitglieder Dienstmannen und Ministerialen, handeltreibende Kaufleute, Ratsherren und Bürgermeister, Geistliche, Juristen und Beamte. Später verschmolzen die Familien von Sehnden und Schüler zu den Freiherren Schuler von Senden. Sie dienten teils als Minister, Offiziere, Generäle oder Admirale und erwarben unter anderem Grundbesitz in Schlesien und Pommern.

## Persönlichkeiten
- Lüdeke von Sehnden der Ältere (Lüdicke von Seinde; vor 1505–1542), Bürgermeister der Stadt Celle[2]
- Lüdeke von Sehnden der Jüngere (vor 1551–1581), Bürgermeister von Celle[3]